# Očelice

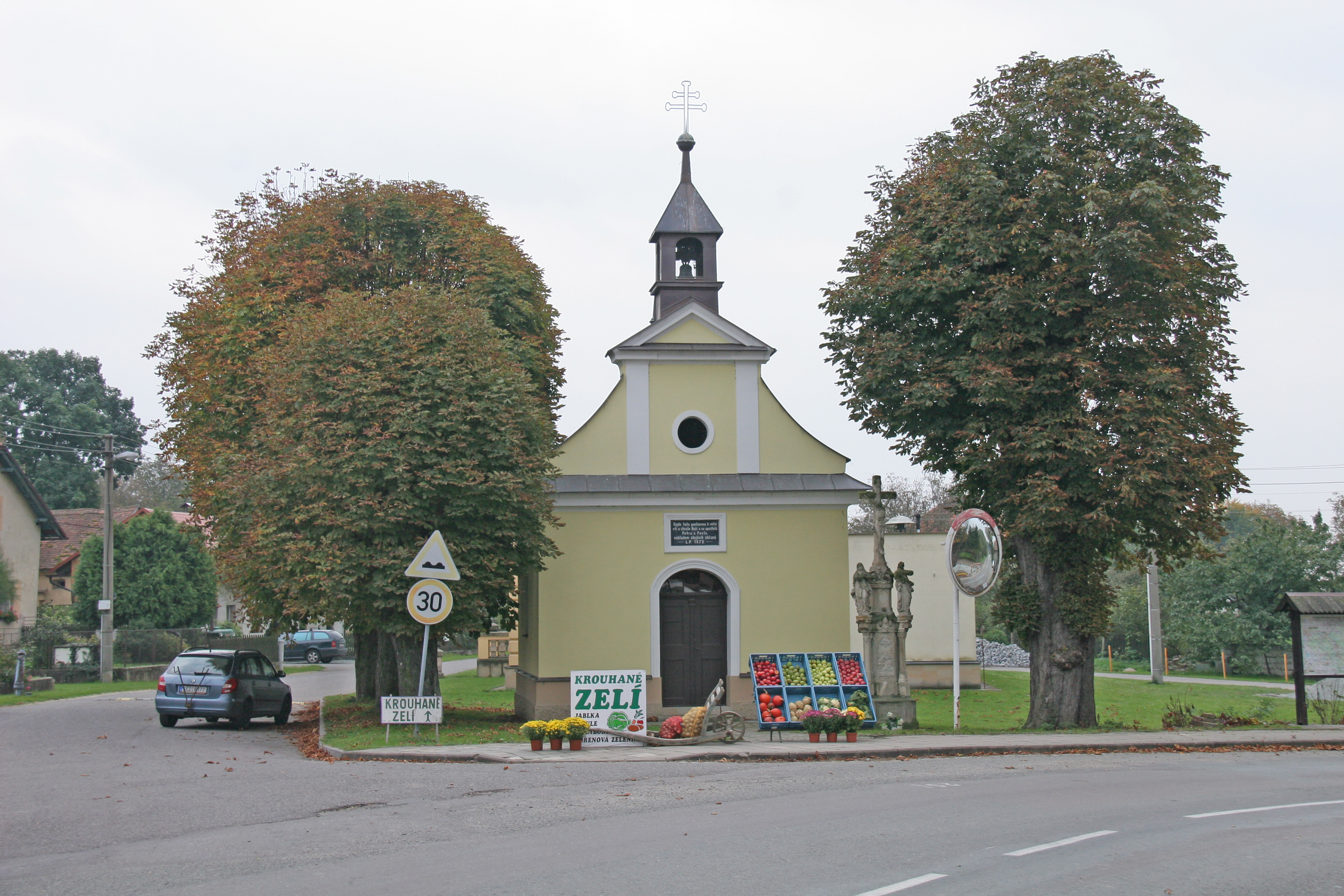
Kapelle St. Peter und Paul

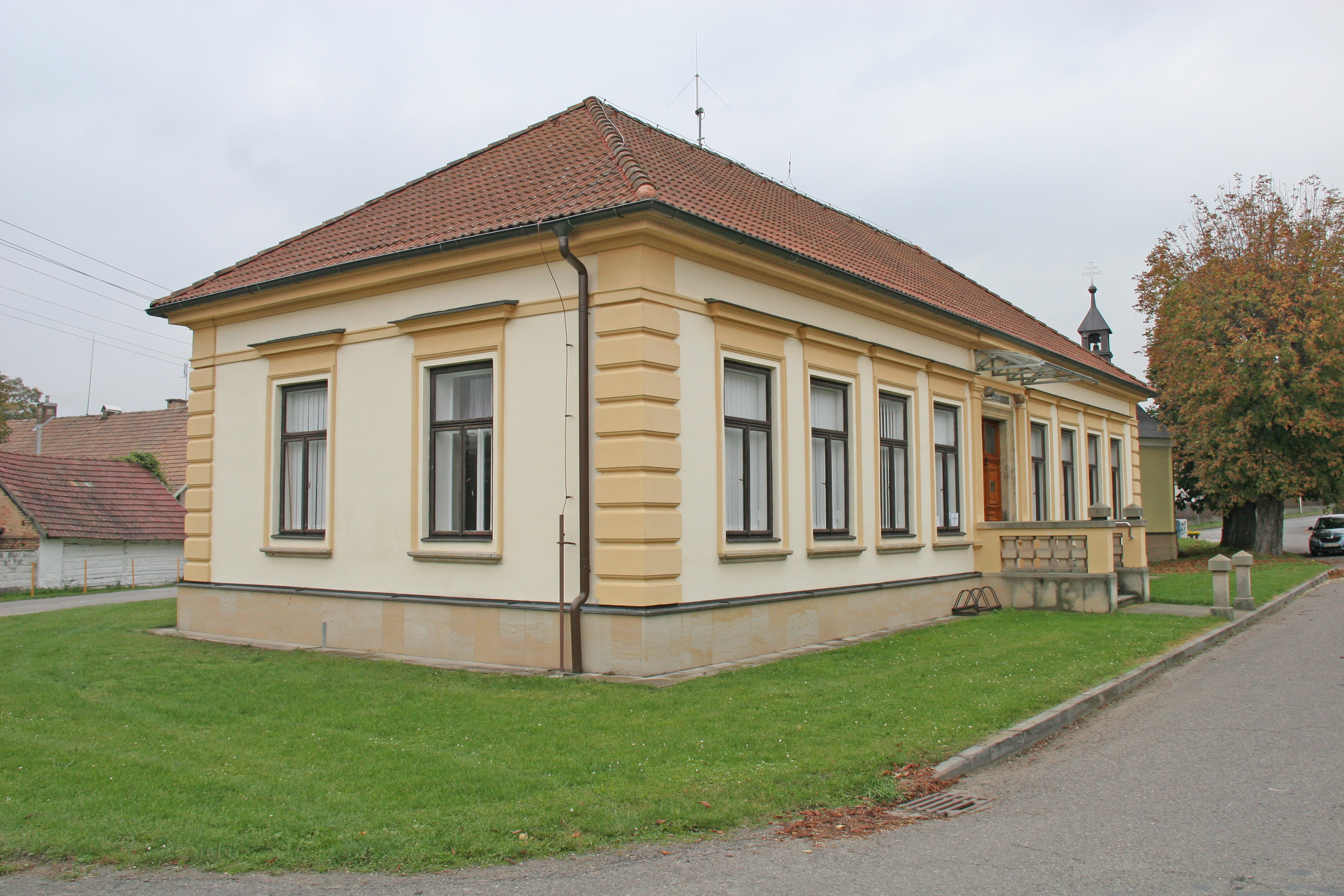
Alte Schule

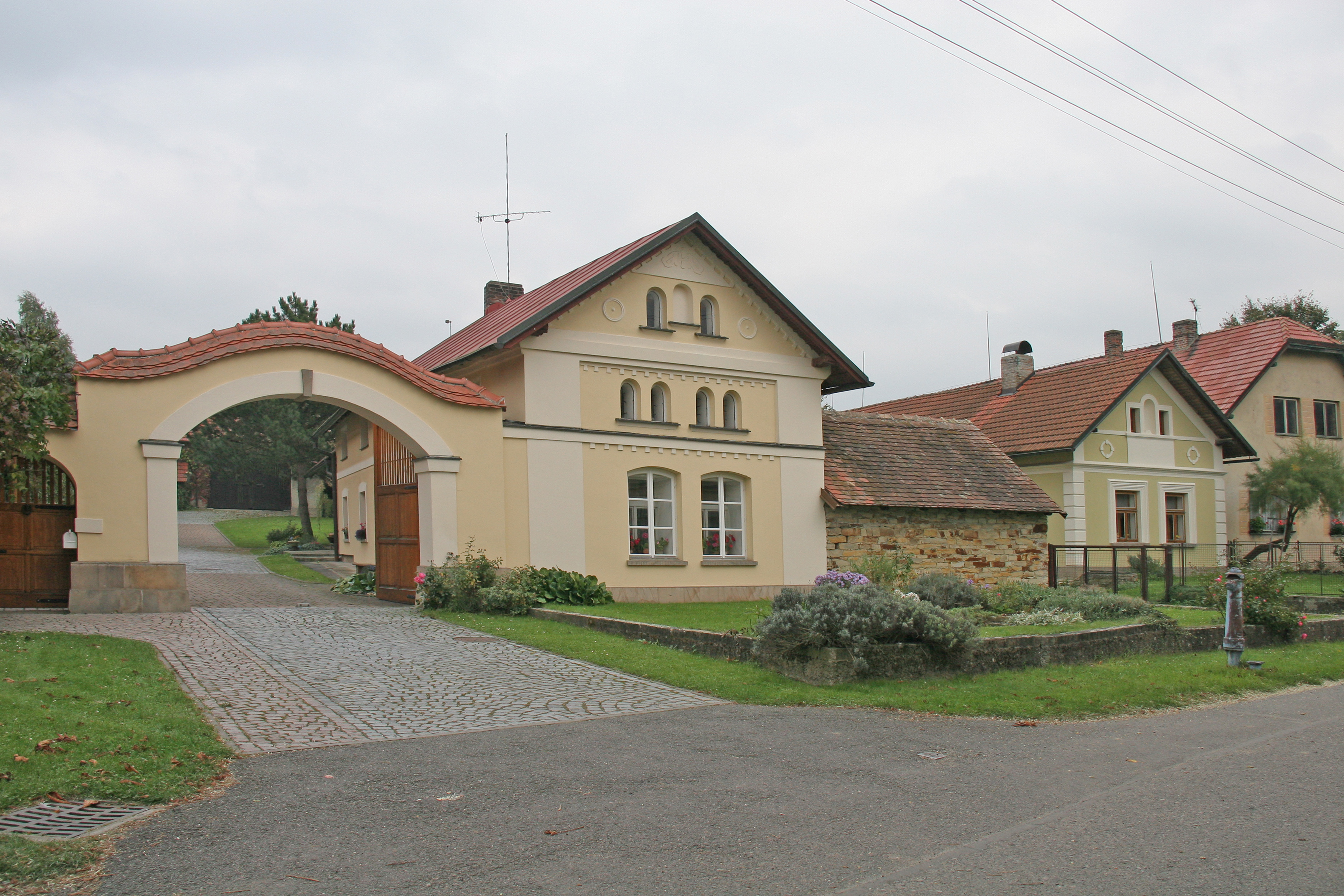
Haus Nr. 3

Očelice (deutsch Otschelitz, auch Wotschelitz) ist eine Gemeinde in Tschechien. Sie liegt 17 Kilometer östlich des Stadtzentrums von Hradec Králové und gehört zum Okres Rychnov nad Kněžnou.

## Geographie
Očelice befindet sich linksseitig über den Tälern der Dědina und des Vojenický potok am Südrand der Českomeziříčská kotlina (Böhmisch Meseritscher Becken). Durch den Ort führt die Straße II/298 zwischen Třebechovice pod Orebem und Opočno. Westlich des Dorfes verläuft die Bahnstrecke Choceň–Meziměstí. Nordöstlich erheben sich die Horka (281 m n.m.) und der Plesov (302 m n.m.), südöstlich die Horka (380 m n.m.) sowie westlich die Horka (274 m n.m.), die Potočkova stráň (277 m n.m.) und die Humbule (269 m n.m.). Gegen Südosten liegt der Wald Sádka.
Nachbarorte sind Mokré im Norden, Čánka, Opočno und Dobříkovec im Nordosten, Malá Záhornice und Přepychy im Osten, Vojenice, Voděrady, Nová Ves und Vyhnanice im Südosten, Bolehošť, Lipiny und Újezdec im Süden, Ledce, Stránka und Klášter nad Dědinou im Südwesten, Vysoký Újezd, Podolí und Městec im Westen sowie Vranov und Mochov im Nordwesten.

## Geschichte
Die erste urkundliche Erwähnung von Ocziel erfolgte 1378 im Zuge einer Rebellion von zwei ranghohen Brüdern des Zisterzienserklosters Heiligenfeld gegen den neu gewählten Abt Peter. Unter Vermittlung des Königsaaler Abtes Hermann, des Kamenzer Abtes, der Vorsteher des Mutterklosters Hradischt, des Scholasters des Kollegiatstiftes Vyšehrad und weiterer kirchlicher Vertreter wurde der Streit am 1. Juni 1378 beigelegt und der Abt im Amt bestätigt, den beiden aufrührerischen Mönchen wurde das Gehorsamsversprechen auferlegt. Dem Initiatoren der Rebellion, Bruder Peter von Holohlav, wurde im Gegenzug die Verwaltung des Klostergutes Očelice übertragen, wobei ihm zwei Drittel der Erlöse aus der Landwirtschaft sowie der Vieh- und Karpfenzucht zugestanden wurden. Sitz der Gutsverwaltung war eine inmitten des Klosterhofes befindliche, mit einem Wassergraben und Steinwällen umgebene Feste. Im Jahre 1420 brannten die Königgrätzer Orebiten unter Aleš Vřešťovský von Riesenburg das Kloster Heiligenfeld nieder, wahrscheinlich wurde dabei auch die Feste Očelice zerstört.
Während der Hussitenkriege bemächtigten sich verschiedene Adlige der Klostergüter, im Jahre 1437 überschrieb sie König Sigismund an Georg Berka von Dubá auf Wiesenburg. König Ladislaus Jagiello bewilligte 1499 Nikolaus d. J. Trčka von Lípa die Ablösung des Klosters Heiligenfeld; damit wurde Očelice zusammen mit den anderen Klosterdörfern an die Herrschaft Opočno angeschlossen.
1598 sind im Urbar der Herrschaft für Očelice 6 Huben 11 Ruten Ackerland ausgewiesen, in dem Dorf gab es acht Bauern, eine Schänke und eine von Abgaben befreite Schmiede. Nach dem Tode von Jan Rudolf Trčka von Lípa wurde die Herrschaft Opočno durch König Ferdinand II. konfisziert und 1635 an die Brüder Hieronymus und Rudolf von Colloredo-Waldsee verpfändet. Očelice war bis zum Dreißigjährigen Krieg nach Hoch Augezd eingepfarrt und wurde danach dem Pfarrbezirk Hohenbruck  zugeschlagen. Im Jahre 1786 wurde das Dorf an den näher gelegenen Pfarrsprengel Přepich angeschlossen, wobei dem Hohenbrucker Pfarrer sämtliche aus Očelice bezogenen Zehnteinkünfte auch weiterhin zugestanden wurden. 1789 fiel die Herrschaft den Grafen Colloredo-Mannsfeld zu, sie hielten sie bis zur Mitte des 19. Jahrhunderts.
Im Jahre 1836 bestand das im Königgrätzer Kreis gelegene Dorf Wotschelitz bzw. Wočelice aus 27 Häusern, in denen 176 Personen, darunter 50 Protestanten, lebten. Katholischer Pfarrort war Přepich, das evangelische Bethaus befand sich in Kloster. Bis zur Mitte des 19. Jahrhunderts blieb das Dorf der Herrschaft Opočno untertänig.
Nach der Aufhebung der Patrimonialherrschaften bildete Vočelice ab 1849 mit dem Ortsteil Pelesov eine Gemeinde im Gerichtsbezirk Opočno.  Ab 1868 gehörte die Gemeinde zum Bezirk Neustadt an der Mettau. Auf Kosten der Einwohner wurde 1872 die Kapelle St. Peter und Paul erbaut. An Stelle des Holzkreuzes vor der Kapelle wurde 1873 eine Statue des Gekreuzigten aufgestellt. 1875 wurde die Bahnstrecke Chotzen–Halbstadt eröffnet. Die Freiwillige Feuerwehr wurde 1887 gegründet. Auf dem Dorfplatz entstand 1893 eine einklassige Dorfschule für die Kinder aus Vočelice, Pelesov und Městec; zuvor wurden die evangelischen Kinder in Klášter nad Dědinou, die katholischen aus Vočelice und Pelesov in Přepychy sowie die katholischen aus Městec in Vysoký Újezd unterrichtet. Zum Ende des 19. Jahrhunderts wurde Očelice nach Norden erweitert und wuchs mit Pelesov zusammen.  Auf Anordnung der Linguistischen Kommission in Prag wurde 1921 der Ortsname in Očelice abgeändert. 1925 wurde das Dorf elektrifiziert.
1949 wurde Očelice dem Okres Dobruška zugeordnet. Die Gründung der JZD Očelice erfolgte im Jahre 1952. 1956 nahm die Buslinie Deštné v Orlických horách – Hradec Králové den Verkehr auf. Im Zuge der Gebietsreform von 1960 wurde der Okres Dobruška aufgehoben und die Gemeinde dem Okres Rychnov nad Kněžnou zugeordnet, zugleich erfolgte die Eingemeindung von Městec. 1963 wurde die Schule wegen zu geringer Schülerzahl geschlossen. Die JZD Očelice-Městec wurde 1975 mit weiteren JZD zur JZD „Vítězný únor“ mit Sitz in Bolehošť vereinigt.
Die Gemeinden Běleč nad Orlicí, Blešno, Jeníkovice, Jílovice, Ledce, Očelice, Třebechovice pod Orebem und Vysoký Újezd gründeten im Oktober 1999 die „Mikroregion Třebechovicko“. Seit 2007 führt die Gemeinde ein Wappen und Banner.

## Gemeindegliederung
Die Gemeinde Očelice besteht aus den Ortsteilen Městec (Miestetz) und Očelice (Otschelitz). Zum Ortsteil Očelice gehört die Ortslage Pelesov, zum Ortsteil Městec die Einschicht Břekel (Brzekel).
Das Gemeindegebiet gliedert sich in die Katastralbezirke Městec nad Dědinou und Očelice.

## Sehenswürdigkeiten
- Kapelle St. Peter und Paul, errichtet 1872. Das Altarbild schuf der Königgrätzer Maler N. Lorenz.
- Alte Schule, erbaut 1893, der klassizistische Bau dient heute als Sitz des Gemeindeamtes.
- Wüste Feste Očelice, erhalten ist im Garten des Hauses Nr. 10 eine deutliche Geländewelle entlang des Walles und Wassergrabens
- Naturreservat Chropotínský háj, das südlich von Očelice an der Bahnstrecke gelegene 18,7 ha große Wäldchen ist seit 1955 unter Schutz gestellt.